# Vélès (mythologie)
Pour les articles homonymes, voir Veles.
 (mars 2010).
Si vous disposez d'ouvrages ou d'articles de référence ou si vous connaissez des sites web de qualité traitant du thème abordé ici, merci de compléter l'article en donnant les références utiles à sa vérifiabilité et en les liant à la section « Notes et références ».

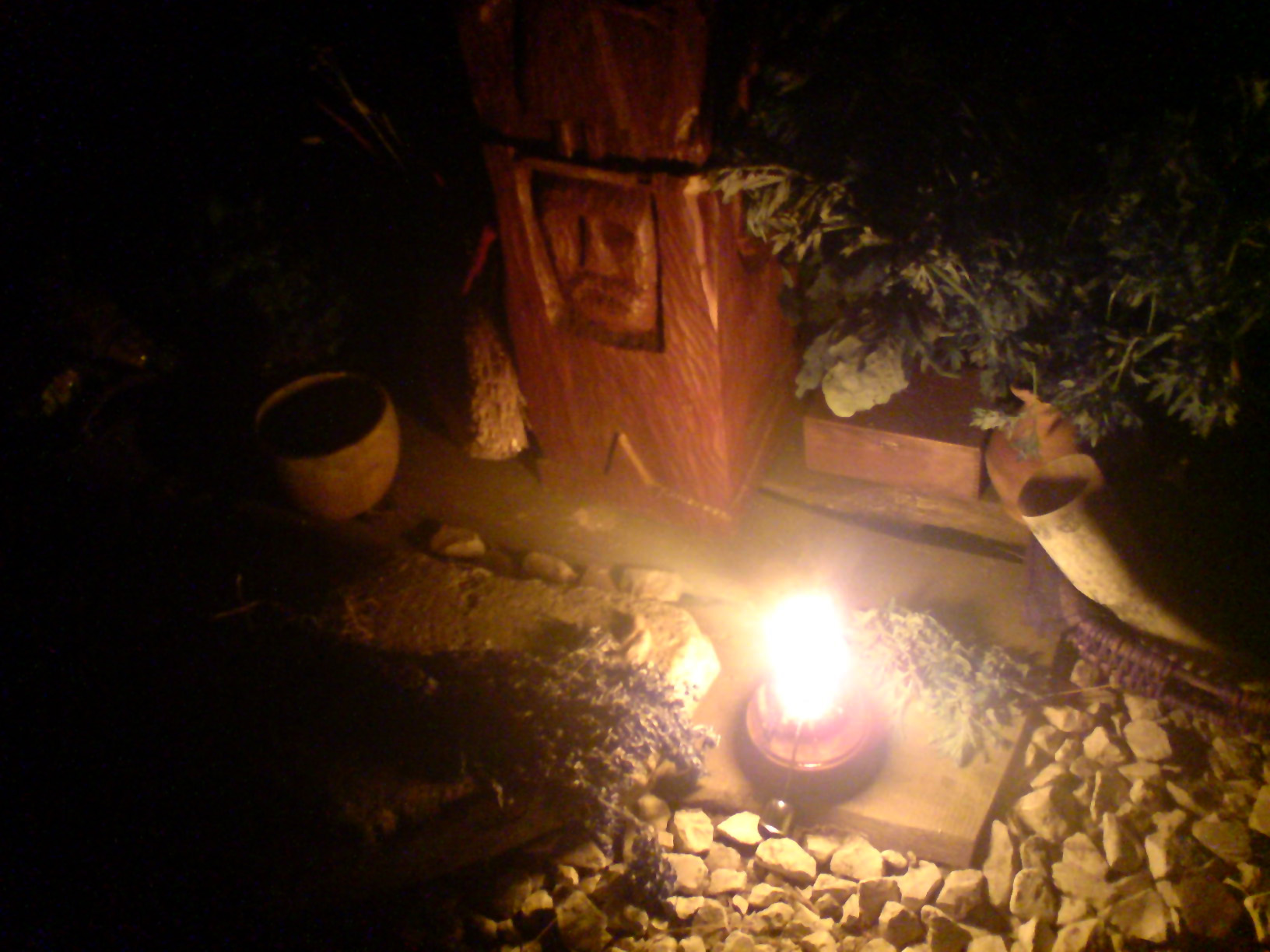
Vélès - Chram Mazowiecki RKP (2009)

Vélès (dans les langues slaves Велесъ ou Vles=Влесъ, identifié avec Volos=Волосъ) est un des dieux les plus anciens dans la mythologie slave. Il est le fils de Rod, le frère de Khors et l'époux d'Azovouchka (fille de Svarog et de mère Sva). Avec son épouse, il habite sur l'île magique Bouïane.
 
Veles, aussi appelé Svantovít ou Weiha dans certaines régions, est le dieu de la guerre, du bétail et de la richesse, protecteur des marchands, des chasseurs et des agriculteurs. Les anciens Slaves avaient l'habitude, pendant les récoltes, de « friser la barbe » — les derniers épis des moissons étaient liés sans les couper en formant une barbe, en l'honneur de Vélès dont le nom signifie « chevelu ». Veles est aussi le dieu de la Lune et le frère du Soleil. Après la mort, les âmes montent le long du rayon de la lune vers le portail où elles sont accueillies par Vélès. Les âmes pures continuent leur chemin vers le soleil sur ses rayons, et les autres restent avec Vélès sur la lune pour se purifier ou être renvoyées sur terre où elles se transforment en humains ou en esprits (génies) divers.
Pour l'honorer pendant la Maslenitsa (Mardi gras) et les Sviatki les gens se déguisent en animaux avec des masques et des manteaux en peau retournée. Au printemps, le 24 mars, on fêtait la Komoïéditsa — le jour du réveil de Vélès ours. Son jour est le lundi.
On l'imaginait au début comme un ours, ensuite comme un vieillard barbu et poilu. Il est souvent représenté avec des cornes et parfois une tête de bouc ou de bœuf. Vélès a appris aux gens à ne pas tuer les animaux mais à les apprivoiser et à les utiliser. Il possède plusieurs objets magiques, notamment les gousli : quand il joue et chante, les autres oublient tout en l'écoutant.
Il fait partie du Triglav (trois faces) de Svarog.
Les anciennes traditions slaves liées à Vélès et aux fêtes de l'équinoxe de printemps ont été récupérés par le christianisme (fêtes de Mardi gras). Les fêtes de Vélès ont aussi lieu le 2 et le 6 janvier. Une étude sur les liens entre paganisme et traditions chrétiennes théorisent que la figure de St-Nicolas serait venu peu à peu remplacer Vélès dans le folklore slave.